# Wolf King
Wolf King är en amerikansk animerad skräck- och äventyrsserie som hade premiär på Netflix den 20 mars 2025. Den första säsongen som består av 13 avsnitt är skapad av Curtis Jobling.

## Handling
Serien handlar om Drew Ferran som när han växer upp upptäcker att han är den sista i lång rad generationer av varulvar.

## Rollista (i urval)
- Ceallach Spellman – Drew
- Nina Barker Francis – Whitley
- Georgia Lock – Gretchen
- Tom Rhys Harries – Lucas
- Colin Ryan – Vincent
- Peter Serafinowicz – Mack och Manfred
- Paterson Joseph – Bergan
- Kate Fleetwood – Amelie och Tilly
- Kim Adis – Erin
- Ralph Ineson – Leopold